# Tökéletlen idők
A Tökéletlen idők (eredeti cím: Dazed and Confused) 1993-ban bemutatott amerikai filmvígjáték, melyet Richard Linklater írt és rendezett. 
A filmben számos, későbbiekben befutó színész jelenik meg mondhatni mellékszereplőként vagy kevésbé jelentős szerepekben. Egyik első filmes szereplése ez Matthew McConaugheynek és Renée Zellwegernek, valamint Milla Jovovich, Ben Affleck és Adam Goldberg is pályafutásának elején járt a forgatás idején.

## Rövid történet
A film egy 1970-es évekbeli Texasi gimnázium nyári szünet előtti utolsó momentumait mutatja be a végzősök, valamint az elsősök szemszögéből.

## Cselekmény
|  | Alább a cselekmény részletei következnek! |

1976. május 28-at írunk, a tanítás utolsó napja a Texasi Lee középiskolában. A leendő végzősöket nem sok minden más érdekli azon kívül, hogy a szokásos beavatási rituálé keretében jól megszívassák a következő tanév elsőseit (zöldfülűek). Ezek mellett még olyan kulcskérdések forognak, mint hogy hol legyen az esti buli, ki veszi a sört és a füvet, valamint hogy néhányan honnan szerezzenek jegyet a nyári Aerosmith koncertre.
Egy másik fontos téma – ami a történet végéig vissza-visszatér – Randall Floyd, becenevén Pink az iskola sztárfutballistájának dilemmája, hogy az edzők részéről kapott kötelezvényt alá írja-e, ami szerint vállalja, hogy a következő idényben minden olyan tevékenységtől távol tartja magát ami veszélyeztetheti a jó szereplését a futball bajnokságban (pl. mondjon le a tivornyázásról, az alkoholról és a kábítószerek használatáról).
A kicsengetést követően a leendő elsősökre számos megaláztatás vár a végzősök részéről. A fiúk számára egy jó alapos fenekelést helyeznek kilátásba, amit a végzős fiúk egy úgy nevezett fából készült fenekelő ütővel végeznek el, erre pedig az egész nyáron számíthatnak az ifjoncok. A lányok sem úszhatják meg szárazon, számukra a végzős lányok egy egész arzenált tartanak fenn ketchupból, mustárból, lisztből és nyers tojásból, amivel meg is szórják őket, miközben "légiriadó" parancsszóval a földön fekvésre utasítják az ifjú nebulókat.
A végzősök sorából is kiemelkedik egy srác, Fred O'Bannion (Ben Affleck), aki bukott diákként másodszor is gyakorolhatja "hatalmát" a zöldfülűek felett, a lelkesedése pedig töretlen. Akkor pedig még inkább bevadul, mikor az egyik elsős, Mitch Kramer nővére Jodi megkéri a srácokat, hogy bánjanak finoman az öccsével.

## Szereplők

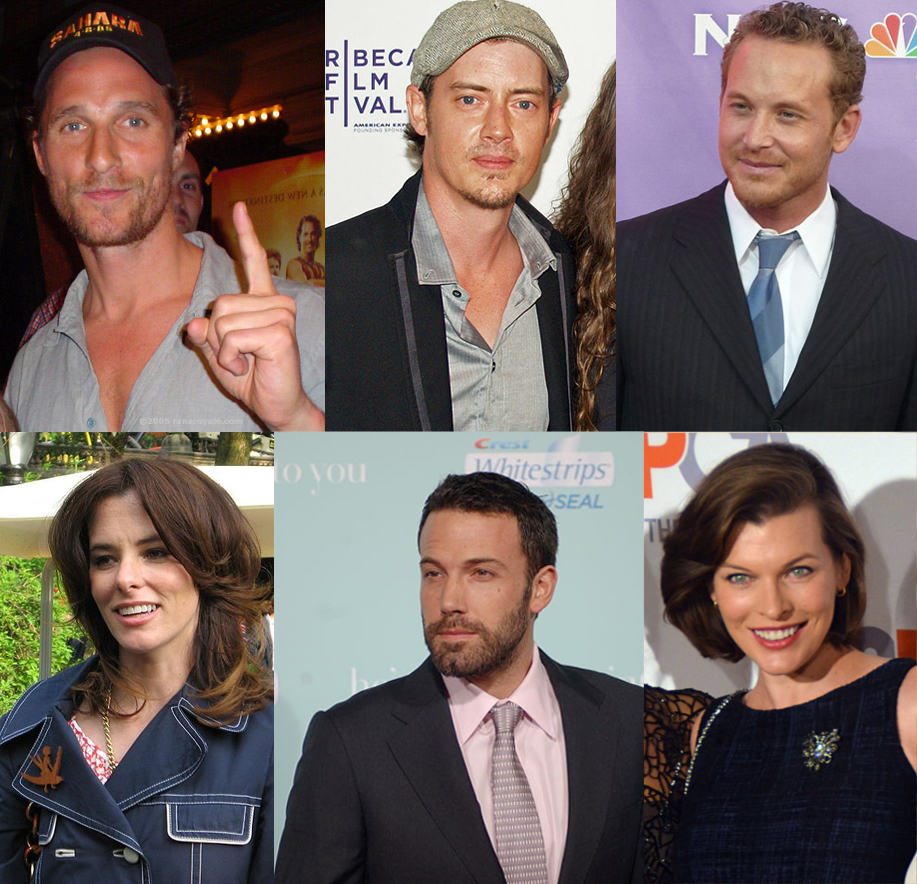
Néhányan a film szereplői közül. Fentről jobbra: Matthew McConaughey, Jason London, Cole Hauser, Parker Posey, Ben Affleck, és Milla Jovovich.

| Színész             | Szereplő             | Magyar hang      |
| ------------------- | -------------------- | ---------------- |
| Jason London        | Randall "Pink" Floyd | Bolba Tamás      |
| Wiley Wiggins       | Mitch Kramer         | Minárovits Péter |
| Michelle Burke      | Jodi Kramer          | Hámori Eszter    |
| Rory Cochrane       | Ron Slater           | Bartucz Attila   |
| Matthew McConaughey | David Wooderson      | Mertz Tibor      |
| Sasha Jenson        | Don Dawson           | Bor Zoltán       |
| Milla Jovovich      | Michelle Burroughs   |                  |
| Shawn Andrews       | Kevin Pickford       | Fekete Zoltán    |
| Ben Affleck         | Fred O'Bannion       | Galambos Péter   |
| Cole Hauser         | Benny O'Donnell      | Kautzky Armand   |
| Parker Posey        | Darla Marks          | Zsigmond Tamara  |
| Christin Hinojosa   | Sabrina Davis        | Somlai Edina     |
| Joey Lauren Adams   | Simone Kerr          | Biró Anikó       |
| Adam Goldberg       | Mike Newhouse        | Görög László     |
| Renée Zellweger     | Nesi White           |                  |

## Érdekességek
- A címét a rendező a Led Zeppelin zenekar azonos című (Dazed and Confused) számából kölcsönözte.[2]
- Quentin Tarantino szerepeltette a Minden idők 10 legnagyobb filmjének listáján a 2002-es Sight & Sound brit mozimagazinban.[3]